# ماکس اویوه
ماکس اویوه (به هلندی: Max Euwe)‏ (۲۳ مه ۱۹۰۱ - ۲۶ نوامبر ۱۹۸۱) استادبزرگ شطرنج، ریاضی‌دان و نویسندهٔ هلندی بود. او پنجمین قهرمان رسمی شطرنج جهان از ۱۹۳۵ تا ۱۹۳۷ و چهارمین رئیس فیده (فدراسیون بین‌المللی شطرنج) از ۱۹۷۰ تا ۱۹۷۸ بود. او در سال ۱۹۳۵ به دیدار الکساندر آلخین رفت و او را با نتیجه ۹ برد و ۸ شکست و ۱۳ تساوی شکست داد و به‌عنوان قهرمانی شطرنج جهان دست یافت ولی دو سال بعد در ۱۹۳۷ با نتیجه ۴ برد و ۱۰ شکست و ۱۱ تساوی عنوان خود را به الکساندر آلخین واگذار کرد. اویوه از سال ۱۹۲۱ تا ۱۹۵۲ در تمام دوره‌های قهرمانی شطرنج هلند که در آن شرکت کرد به پیروزی رسید و علاوه بر آن در سال ۱۹۵۵ هم این عنوان را به دست آورد و در مجموع با ۱۲ قهرمانی رکورددار قهرمانی در هلند است.
او همچنین مفسر و نویسنده بسیاری از کتاب‌های آموزشی شطرنج از جمله تئوری وسط بازی شطرنج (The Middle Game) که به زبان هنلدی نوشته شده بود، می‌باشد. کتاب ایشان نخست به زبان انگلیسی ترجمه شد سپس از این طریق به زبان فارسی ترجمه یافت.